# Datová hranice

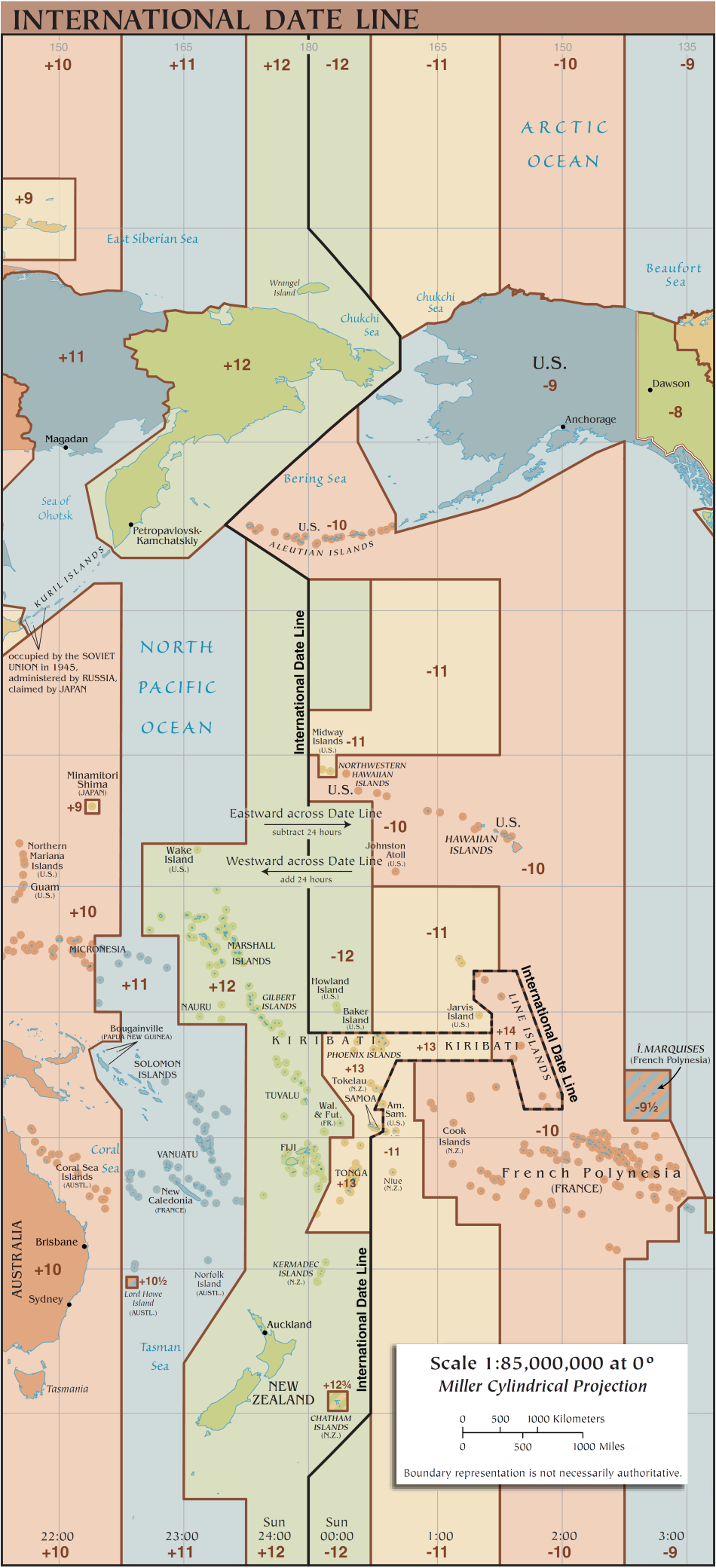
Průběh datové hranice na mapě světa

Datová hranice (datová čára) je mezinárodní dohodou stanovená hranice, při jejímž překročení se mění datum.
Je odvozena z poledníku na 180° zeměpisné délky, což je opačný poledník k základnímu poledníku (dohromady tvoří jednu hlavní kružnici zemské sféry). Je navržena tak, aby procházela co nejdále od lidské civilizace a nerozdělovala souvislá teritoria. Vyhýbá se kontinentům a ostrovům, nejblíže pevné zemi (nepočítaje Antarktidu) prochází mezi Diomédovými ostrovy v Beringově průlivu.
Při překročení datové hranice je potřeba upravit datum tak, aby na východ od datové hranice bylo o den méně než na západ od ní.
Např. Pokud jste na východ od datové hranice a víte, že je úterý 16.00 hod., po překročení datové hranice bude rázem středa, ale čas 16.00 hod. zůstává.
Pokud by neexistovala mezinárodní datová hranice, cestovatelům, kteří objedou celou Zemi západním směrem, by po návratu scházel na kalendáři jeden den. Poprvé se to stalo posádce Magellanovy výpravy. Těm, kteří by objeli Zemi východním směrem, by zase jeden den přebýval. To se stalo cestovateli Phileasi Foggovi ve slavné knize Julese Verna „Cesta kolem světa za osmdesát dní“ – díky tomu vyhrál svou sázku. Dalším románem vztahujícím se k tomuto tématu je Ostrov včerejšího dne od Umberta Eca.
Datová hranice tedy řeší výše popsané těžkosti, na druhé straně přináší různé paradoxy. Například pasažér na dlouhé cestě z Asie do USA přistává na cílovém letišti o několik hodin (místního času) dříve, než odstartoval ze svého domovského letiště.

## Historické zvláštnosti
- Existenci časové hranice teoreticky předpověděl komentář[který?] Talmudu ze 12. století, kladl ji na poledník 6 hodin (90°) východně od Jeruzaléma. V současném judaismu existují různé výklady řešící překročení datové hranice a svěcení šabatu. Také arabští[který?] a křesťanští[který?] učenci ve středověku odvodili zisk nebo ztrátu jednoho dne při cestě kolem světa. Problematika byla známa už Hérakleitovi.[1]
- Filipíny byly kolonizovány Španěly ze Střední Ameriky, proto držely stejné datum jako západní polokoule, měly nejzápadnější místní čas. V 19. století, po osamostatnění latinskoamerických států převážily vazby na Asii, takže od 1. ledna 1845 přešly na její datum (byl vynechán 31. prosinec 1844). Tamní muslimové ale i před tímto datem měli stejný den, jako jejich souvěrci v Asii.
- Aljaška byla kolonizována Ruskem, do roku 1867 tedy vedla datová čára po suchozemské hranici mezi Ruskou Amerikou a Britskou Severní Amerikou (nynější Kanadou). S americkou koupí Aljašky došlo ke změně data, takže po pátku 6. října 1867 (juliánského kalendáře) následoval pátek 18. října (posun na gregoriánský kalendář minus jeden den).
- Mezinárodní konference v roce 1884, která stanovila časová pásma, se průběhem datové čáry nezabývala. Datovou hranici na volném moři stanovila britská admiralita, na pevnině a v teritoriálních vodách o jejím průběhu rozhodovaly příslušné státy.
- Samoa přešla v roce 1892 pod vlivem USA na západní polokouli, 4. červenec toho roku se zde opakoval, tento přestupný rok zde měl 367 dní. Dne 29. prosince 2011 proběhla změna zpět. Po 29. prosinci 2011 následoval 31. prosinec 2011. Samoa tak sjednotila svůj čas (kvůli obchodu) s Austrálií a Novým Zélandem. Spolu se Samoou změnilo datum i Tokelau, zatímco Americká Samoa si ponechala čas západní polokoule, bližší mateřským USA. Ve výsledku zde platí stejný čas, ale odlišné datum.
- Do roku 1921 byla datová čára kreslena po 180. poledníku přes Wrangelův ostrov v Severním ledovém oceánu, pak byla překreslena na východ od něj. Kanaďané usídlení i na tomto ostrově užívali datum, na které byli zvyklí. Teprve v roce 1927 začal tento ostrov kontrolovat Sovětský svaz a zavedl zde čas východní polokoule.
- Data některých událostí druhé světové války v Tichomoří se v literatuře odlišují podle toho, zda vychází z amerických (o den méně) či z japonských údajů.
- Kiribati s účinností od 1. ledna 1995 sjednotilo používání data na tomto rozsáhlém souostroví, které se nachází po obou stranách 180. poledníku, převážně na východ. Jeho oblasti Line Islands a Phoenix Islands tak vytvořily nejvýchodnější časové zóny UTC+13 a UTC+14 – mají o den více než západně od nich ležící Americká Samoa. Neobydlený nejvýchodnější kiribatský ostrov Caroline byl propagován jako první místo východu Slunce roku 2000. Tato změna se ale zdaleka nedostala do všech map.

## Státy a území vychylující datovou hranici
S výjimkou Aleutských ostrovů jsou všechny odchylky východním směrem, to znamená že dotyčné oblasti používají o den vyšší datum než by platilo podle neupraveného pásmového času. Od severu se jedná o tato území:
- Wrangelův ostrov, Čukotka – přesahují východním směrem, platí zde čas UTC+12
- Aleuty – přesahují na západ, platí zde čas UTC-10
- Kiribati – přesahují daleko na východ, používají čas UTC+12, UTC+13 a UTC+14 (nejdále posunuté časové pásmo na světě)
- Tokelau,  Samoa,  Tonga – leží na východ od 180°, ale používají čas UTC+13 (namísto UTC-11)
- Tuvalu,  Fidži – leží po obou stranách 180°, používají čas UTC+12
- Kermadekovy ostrovy – leží východně od 180°, používají UTC+12 jako Nový Zéland (nejsou trvale obydleny, je zde pouze vědecká stanice)
- Chathamské ostrovy – leží východně od 180°, platí zde vlastní čas UTC+12:45

Pozn.: vzdálenější novozélandská teritoria (Cookovy ostrovy, Niue) už mají čas západní polokoule, tedy o den nižší datum.